# Will Geer
Will Geer, eigentlich William Aughe Ghere (* 9. März 1902 in Frankfort, Indiana; † 22. April 1978 in Los Angeles, Kalifornien) war ein US-amerikanischer Film- und Theaterschauspieler. Dem heutigen Publikum ist er vor allem durch seine Altersrolle als Großvater in der Familienserie Die Waltons bekannt.

## Leben
Dem im ländlichen Indiana aufgewachsenen Will Geer wurde durch seinen Vater das Interesse an Botanik vermittelt, was zu Beginn der 1920er Jahre zu einem Botanikstudium an der Columbia-Universität in New York City führte. In dieser Zeit kam er erstmals in Kontakt mit dem Theater. Er schloss sich einer Wanderbühne unter Leitung von Eva Le Gallienne an. Im Jahre 1928 machte er sein Broadway-Debüt im Stück The Merry Wives of Windsor. Während der Weltwirtschaftskrise in den 1930er Jahren tourte er gemeinsam mit Burl Ives und Woody Guthrie durch Arbeiterlager und war Mitglied des Group Theatre in New York. Geer übernahm unter anderem Engagements in sozialkritischen Stücken wie Tobacco Road nach dem Roman von Erskine Caldwell und als Slim in der Theateradaption von John Steinbecks Roman Von Mäusen und Menschen.
Obwohl Geer sich zeit seines Lebens in erster Linie als Theaterschauspieler verstand, übernahm er auch immer wieder Nebenrollen im Hollywood-Kino. Sein Filmdebüt machte er 1932 in Misleading Lady  an der Seite von Claudette Colbert. Nachdem er lange nur unregelmäßig in Filmen mitgespielt hatte, wirkte Geer ab Ende der 1940er-Jahre in einer Reihe von bedeutenden Filmen wie Griff in den Staub, Der gebrochene Pfeil und Winchester ’73 mit. Doch sein soziales Engagement wurde Geer Anfang der 1950er Jahre zum Verhängnis, als er in der McCarthy-Ära in den USA des Kommunismus verdächtigt wurde und auf die Schwarze Liste kam. Er musste sich aus dem Filmgeschäft zurückziehen und konzentrierte sich stattdessen wieder ganz auf seine Theaterarbeit. Mit seiner Ehefrau gründete er ein Privattheater: das Theatricum Botanicum im Topanga Canyon, nahe Malibu im Großraum Los Angeles. 
Zu Beginn der 1960er Jahre kehrte er wieder auf die Leinwand zurück und wirkte als gefragter Charakterdarsteller in Filmen wie Sturm über Washington, Kaltblütig und Jeremiah Johnson mit. Daneben übernahm er vor allem Gastrollen in Fernsehserien, wobei er nicht zuletzt wegen seiner massigen Statur öfters auf Schurkenrollen besetzt wurde. Weltruhm erlangte Geer im fortgeschrittenen Alter mit der Rolle des Großvaters Zebulon (in der deutschen Synchronfassung: Samuel) Walton in der Fernsehserie Die Waltons, die er vom Beginn der Serie 1972 bis zu seinem Tod spielte. 
Geer starb im April 1978 im Alter von 76 Jahren an Ateminsuffizienz. Als junger Mann hatte Geer eine Liebesbeziehung mit dem Kommunisten, Gewerkschaftsunterstützer und Schwulenaktivisten Harry Hay. 1934 heiratete er die Schauspielerin Herta Ware. Sie hatten drei Kinder, die Tochter Ellen Geer ist ebenfalls Schauspielerin. Obwohl es 1954 zur Scheidung zwischen Geer und Ware kam, blieben beide zeitlebens eng miteinander befreundet.

## Filmografie
- 1932: The Misleading Lady
- 1934: Spitfire
- 1935: Wild Gold
- 1935: Mystery of Edwin Drood
- 1939: Union Pacific
- 1940: The Fight for Life
- 1948: Deep Waters
- 1948: The Chevrolet Tele – Theatre (Fernsehserie, 1 Folge)
- 1949: Johnny Allegro
- 1949: Der Berg des Schreckens (Lust for Gold)
- 1949: Griff in den Staub (Intruder in the Dust)
- 1949: Anna Lucasta
- 1950: Verfemt (The Kid from Texas)
- 1950: Der gebrochene Pfeil (Broken Arrow)
- 1950: Winchester ’73 (Winchester ’73)
- 1950: Im Lande der Comanchen (Comanche Territory)
- 1950: Tod im Nacken (To Please a Lady)
- 1950: It’s a Small World
- 1950: Verurteilt (Convicted)
- 1951: Double Crossbones
- 1951: Sieg über das Dunkel (Bright Victory)
- 1951: Verschwörung im Nachtexpreß (The Tall Target)
- 1951: Racket Squad (Fernsehserie, 1 Folge)
- 1951: Strandräuber in Florida (The Barefoot Mailman)
- 1954: Das Salz der Erde (Salt of the Earth)
- 1962: Sturm über Washington (Advise & Consent)
- 1964: East Side/West Side (Fernsehserie, 1 Folge)
- 1964: Black Like Me
- 1966: Camera Three (Fernsehserie, 1 Folge)
- 1966: The Trials of O’Brien (Fernsehserie, 2 Folgen)
- 1966: Der Mann, der zweimal lebte (Seconds)
- 1967: The Crucible (Fernsehfilm)
- 1967: Garrison’s Gorillas (Fernsehserie, 1 Folge)
- 1967: Kaltblütig (In Cold Blood)
- 1967: Jagt Dr. Sheefer (The President’s Analyst)
- 1968: Tennisschläger und Kanonen (I Spy, Fernsehserie, eine Folge)
- 1968: Wettlauf mit dem Tod (Run for Your Life)
- 1968: Of Mice and Men (Fernsehfilm)
- 1968: Kobra, übernehmen Sie (Mission: Impossible, Fernsehserie, eine Folge)
- 1968: Invasion von der Wega (Fernsehserie, 1 Folge)
- 1968: Bandolero!
- 1968: Certain Honorable Men (Fernsehfilm)
- 1968: Rauchende Colts (Fernsehserie, eine Folge)
- 1969: Mayberry R.F.D. (Fernsehserie, 2 Folgen)
- 1969: Here Come the Brides (Fernsehserie, 1 Folge)
- 1969: My Friend Tony (Fernsehserie, 1 Folge)
- 1969: Hawaii Fünf-Null (Fernsehserie, 1 Folge)
- 1969: Then Came Bronson (Fernsehserie, 1 Folge)
- 1969: Daniel Boone (Fernsehserie, 1 Folge)
- 1969: Der Gauner (The Reivers)
- 1969–1971: Bonanza (Fernsehserie, 3 Folgen)
- 1970: The Name of the Game (Fernsehserie, 1 Folge)
- 1970: Whisky brutal (The Moonshine War)
- 1970: The Brotherhood of the Bell (Fernsehfilm)
- 1970: Die Geliebte des Priesters (Pieces of Dreams)
- 1970: Bill Cosby (The Bill Cosby Show, Fernsehserie, 1 Folge)
- 1970: The Young Rebels (Fernsehserie, 3 Folgen)
- 1970: Eddies Vater (The Courtship of Eddie’s Father, Fernsehserie, 1 Folge)
- 1970: The Bold Ones: The Senator (Fernsehserie, eine Folge)
- 1970–1971: The Bold Ones: The Lawyers (Fernsehserie, 3 Folgen)
- 1970–1974: Medical Center (Fernsehserie, 3 Folgen)
- 1971: Who Killed the Mysterious Mr. Foster? (Fernsehfilm)
- 1971: Alias Smith und Jones (Fernsehserie, eine Folge)
- 1971: Wo die Liebe hinfällt (Love, American Style, Fernsehserie, 1 Folge)
- 1971: Brother John
- 1971: Sheriff Cade (Fernsehserie, 1 Folge)
- 1971: Alle meine Lieben (The Jimmy Stewart Show)
- 1971: Owen Marshall – Strafverteidiger (Fernsehserie, 1 Folge)
- 1971: O’Hara, U.S. Treasury (Fernsehserie, 1 Folge)
- 1972: The Scarecrow (Fernsehfilm)
- 1972: Jeremiah Johnson
- 1972: Verliebt in eine Hexe (Bewitched, Fernsehserie, 2 Folgen als George Washington)
- 1972: The Sixth Sense (Fernsehserie, 2 Folgen)
- 1972: Flucht in die Wildnis (Napoleon and Samantha)
- 1972: The Rowdyman
- 1972: Dear Dead Delilah
- 1972–1978: Die Waltons (Fernsehserie, 143 Folgen)
- 1973: Columbo: Zwei Leben an einem Faden (A Stitch in Crime, Fernsehreihe)
- 1973: Unternehmen Staatsgewalt (Executive Action)
- 1973: Brocks Letzter Fall (Brock’s Last Case, Fernsehfilm)
- 1973: Harry O (Fernsehserie, 1 Folge)
- 1973: Savage (Fernsehfilm)
- 1973: Kung Fu (Fernsehserie, 1 Folge)
- 1973: The ABC Afternoon Playbreak (Fernsehserie, 1 Folge)
- 1973: Wo alle Wege enden (Night Gallery)
- 1973: Isn’t It Shocking? (Fernsehfilm)
- 1973: Doc Elliot (Fernsehserie, 1 Folge)
- 1973: Unternehmen Staatsgewalt (Executive Action)
- 1974: The Hanged Man (Fernsehfilm)
- 1974: Ein toller Bursche (Honky Tonk, Fernsehfilm)
- 1974: Silence
- 1974: The Memory of Us
- 1974: Hurricane (Fernsehfilm)
- 1974–1975: The Lives of Benjamin Franklin (Fernsehserie, 3 Folgen)
- 1975: Die Nacht, als die Marsmenschen Amerika angriffen (The Night That Panicked America)
- 1975: The Manchu Eagle Murder Caper Mystery
- 1976: Der blaue Vogel (The Blue Bird)
- 1976: Starsky & Hutch (Fernsehserie, 2 Folgen)
- 1976: Rasende Gewalt (Moving Violation)
- 1976: Für Gesetz und Ordnung (Law and Order, Fernsehfilm)
- 1976: The Sad and Lonely Sundays (Fernsehfilm)
- 1977: Love Boat (The Love Boat, Fernsehserie, eine Folge)
- 1977: Eight Is Enough (Fernsehserie, 2 Folgen)
- 1977: Der millionenschwere Landstreicher (The Billion Dollar Hobo)
- 1978: Der Mafu-Käfig (The Mafu Cage)
- 1978: Bunco (Fernsehfilm)
- 1978: Rip Van Winkle (Kurzfilm, Stimme)
- 1978: A Woman Called Moses (Fernsehserie, 2 Folgen)

## Auszeichnungen
- 1964: Tony-Award-Nominierung als Bester Nebendarsteller für 110 in the Shade
- 1973, 1974, 1976, 1977, 1988: Emmy-Award-Nominierungen als Bester Nebendarsteller einer Drama-Fernsehserie für Die Waltons

1975: Emmy-Award-Gewinn als Bester Nebendarsteller einer Drama-Fernsehserie für Die Waltons
- 1974, 1975: Golden-Globe-Nominierungen als Bester Nebendarsteller einer Fernsehserie für Die Waltons